# 泰國灣
泰國灣，又稱暹羅灣、西海（越南语：／），是泰國南方的海灣，其東南部通南中國海，泰國、柬埔寨、越南瀕臨其北部和東部，泰国、馬來西亞在其西部。长720多公里，宽约480-560公里；水域面積約32萬平方公里，平均水深58米，平均鹽度約為3.5%。
09°30′N 102°00′E / 9.500°N 102.000°E